# Piozzano
Piozzano är en ort och kommun i provinsen Piacenza i regionen Emilia-Romagna i Italien. Kommunen hade 609 invånare (2018).